# Solow Building
Mrakodrap Solow Building, který se nachází v 9. západní 57. ulici, je budovou na Manhattanu navržený architektem Gordonem Bunshaftem z firmy Skidmore, Owings and Merrill, postavený v roce 1974. Nachází se západně od páté Avenue, vklíněná mezi 57. a 58. ulice, vedle tak prominentních budov jako obchodního domu Bergdorf Goodman a Plaza Hotel. Jediný konkurent ve výšce v sousedství je mrakodrap GM Building, který se nachází jeden blok na severovýchod. Od 23. podlaží se návštěvníkům nabízí prakticky ničím nerušený výhled na severní Manhattan a kompletní pohled na Central Park a Plaza Hotel. Jedním z prominentních nájemníků je k roku 2020 investiční fond KKR, sídlící na 42. poschodí.
Jedním z pozoruhodných estetických vlastností budovy je konkávní vertikální sklon jeho severní a jižní fasády, na 57. a 58. ulici. Tento prvek lze nalézt i u dalších budov navržených Gordonem Bunshaftem
Jméno budovy je přičítáno realitnímu magnátu jménem Sheldon Solow, který investoval do její výstavby.